# Mã Mậu
Mã Mậu (giản thể: 马茂; phồn thể: 馬茂; bính âm: Ma Mao; ? – 245), không rõ tên tự, là tướng lĩnh Tào Ngụy và Đông Ngô thời Tam Quốc trong lịch sử Trung Quốc.

## Cuộc đời
Mã Mậu không rõ quê quán, giữ chức Huyện trưởng Chung Ly thuộc quận Cửu Giang, Dương Châu. Cửu Giang thời Tam Quốc vốn là đất tranh chấp giữa Ngô và Ngụy, dân chúng hầu hết đi phiêu tán. Huyện Chung Ly sau đó bị Ngụy hủy bỏ, khả năng sau khi Mã Mậu đầu hàng.
Mã Mậu theo Vương Lăng đánh Ngô, bị Lăng bỏ rơi, buộc phải hàng Ngô. Ngô Đại đế Tôn Quyền phong Mã Mậu làm Chinh Tây tướng quân, Thái thú Cửu Giang, Phần Ngoại đốc, phong hầu, lĩnh 1.000 quân.
Năm 245, Mã Mậu cùng Phù tiết lệnh Chu Trinh (朱貞), Vô Nan đốc Ngu Khâm (虞欽), Nha môn tướng Chu Chí (朱志) hợp mưu khống chế Tôn Quyền hàng Ngụy. Bấy giờ, Tôn Quyền ham mê săn bắn, thường cùng các công khanh rời thành đi săn đến hoàng hôn mới về. Trước kia có Thị trung Trương Hưu hay khuyên can, nhưng lúc này Trương Hưu bị Toàn Tông làm hại. Theo kế hoạch, chờ lúc Tôn Quyền mới đi ra ngoài, triều thần chưa vào trong cung, để Chu Trinh giả cầm tiết hạ chiếu khống chế toàn bộ công khanh. Mã Mậu khi đó sẽ cho quân đuổi giết Tôn Quyền. Lực lượng còn lại chia nhau khống chế hoàng cung cùng Thạch Đầu ổ, rồi phái người báo cáo Tào Ngụy.
Tháng 7 (ÂL), sự việc bại lộ, Mã Mậu, Chu Trinh, Ngu Khâm, Chu Chí đều bị tru di tam tộc.

## Trong văn hóa
Mã Mậu không xuất hiện trong tiểu thuyết Tam quốc diễn nghĩa của La Quán Trung.